# Гуидония Монтечелио
Гуидония Монтечелио (на италиански: Guidonia Montecelio) e град и община в Централна Италия. Населението му е 89 288 жители (31 декември 2017 г.), а площта 79,06 кв. км. Намира се на 105 м н.в. в часова зона UTC+1. Пощенските му кодове са 00010, 00011, 00012 и 00014, а телефонния 0774.